# Lissonota leiponeura
Lissonota leiponeura là một loài tò vò trong họ Ichneumonidae.